# Don Davies

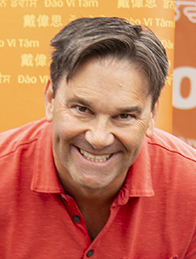
Don Davies (2019)

Donald Vincent Davies (* 16. Januar 1963 in Edmonton, Alberta) ist ein kanadischer Politiker. Seit 2025 ist er Interimsvorsitzender der Neuen Demokratischen Partei. Seit 2008 ist er Abgeordneter des Unterhauses für den Wahlkreis Vancouver Kingsway.

## Frühes Leben
Davies wurde am 16. Januar 1963 in Edmonton, Alberta, geboren. Er erwarb Bachelorabschlüsse in Politikwissenschaft und Recht an der University of Alberta. Nach seinem Abschluss arbeitete er als Forscher bei der Legislativversammlung von Alberta. Später arbeitete er als Berater für Ray Martin, der von 1984 bis 1994 Parteivorsitzender der Alberta New Democratic Party war. Davies zog 1991 nach Vancouver, British Columbia. Von 1992 bis 2008 war er als Anwalt für eine Gewerkschaft tätig. Davies ist mit Sheryl Palm, einer Logopädin, verheiratet.

## Politische Karriere
Bei der Kanadische Unterhauswahl 2008 war er Kandidat der Neue Demokratische Partei im Wahlkreis Vancouver Kingsway. Er wurde mit 15.933 Stimmen (35,20 %) gewählt. Er wurde in den Kanadischen Unterhauswahlen 2011, 2015, 2019, 2021 und 2025 wiedergewählt. Nach dem Tod von Jack Layton im Jahr 2011 unterstützte Davies Thomas Mulcair als Kandidaten für den Parteivorsitz. Auf dem Parteitag 2012 wurde Mulcair zum Vorsitzenden gewählt. Im Jahr 2018 erwog er, für das Amt des Bürgermeisters von Vancouver zu kandidieren, tat es jedoch nicht. Er war auch ein Vertreter Kanadas beim Europarat. 2024 wurde er zum Finanzpolitischen Leiter der Partei ernannt.
Während seiner Amtszeit hat er sich für viele Themen eingesetzt. Er setzte sich für einen verbesserten Zugang zu Zahnpflege und verschreibungspflichtigen Medikamenten für Menschen mit geringem Einkommen ein. Er hat vorgeschlagen, das Wahlalter auf 16 Jahre abzusenken. Davies unterstützt außerdem die Bereitstellung kostenloser Mittagessen für Schüler.
Als der Parteivorsitzende Jagmeet Singh nach der Kanadische Unterhauswahl 2025 zurücktrat, wurde Davies zum Interimsvorsitzenden der Neue Demokratische Partei ernannt.